# یژی گورگون
یژی گورگون (لهستانی: Jerzy Gorgoń؛‏ Polish: [ˈjɛʐɨ]؛ ‏ زادهٔ ۱۸ ژوئیهٔ ۱۹۴۹) بازیکن فوتبال اهل لهستان بود.
از باشگاه‌هایی که در آن بازی کرده‌است می‌توان به باشگاه فوتبال گورنیک زابژه و باشگاه فوتبال سنت گالن اشاره کرد.
وی در مسابقات کشوری و بین‌المللی در مجموع برندهٔ ۱ مدال طلا، ۱ مدال نقره شده‌است.